# Joaquim Augusto Mouzinho de Albuquerque
Pour les articles homonymes, voir Albuquerque (homonymie).
Joaquim Augusto Mouzinho de Albuquerque (Batalha, 11 novembre 1855 - Lisbonne, 8 janvier 1902) était un officier de cavalerie portugais. Considéré comme l'un des plus grands stratèges de l'expansion coloniale du Portugal en Afrique de la seconde moitié du XIXe siècle, il est connu surtout pour sa victoire sur l'empire de Gaza, pour sa capture de l'empereur Gungunhana (en) à Chaimite (en) en 1895 et pour avoir mené une partie des campagnes de pacification et d'occupation ayant permis d'étendre et de pacifier les territoires de la colonie du Mozambique.

## Biographie
Il était un personnage très respecté de la société portugaise des XIXe et XXe siècles et était vu comme l'espoir et le symbole de la réaction portugaise contre les menaces des pays européens aux intérêts portugais en Afrique, notamment anglais.
Il fut gouverneur de la Province de Gaza en 1895. Il fut le 77e Gouverneur du Mozambique de mars 1896 à novembre 1897. Il rentra en métropole en 1898.
Il fut en outre l'instructeur du prince héritier Louis Philippe de Bragance.
Il se suicida en 1902, les rumeurs le faisant passer pour amant de la reine du Portugal (Amélie d'Orléans). Il était aussi mis en cause pour son comportement dans les colonies.